# 程寰
程寰（？—？），字仲輔，號黾持，南直隸徽州府歙县人，明朝政治人物。

## 生平
萬歷十三年（1585年）乙酉科應天府鄉試第七十九名舉人，二十三年（1589年）乙未科會試第五十一名，廷試三甲第一百十九名進士。大理寺觀政，本年十月授福建光澤縣知縣，立義倉、義學，教養備至。二十五年八月調江西新建知縣，二十八年正月擢刑部山西司主事，三十一年七月代替赵国琦主考雲南鄉試。本年丁憂，三十四年補兵部主事，三十六年升武库司员外郎，三十九年升郎中，四十年升浙江右參政，欽差提督粮储漕务道，四十三年六月升湖廣按察使，長寶洞蠻為亂，親冒矢石，剿擒之。四十四年丁憂，天啓二年五月復除廣東按察使、高肇兵备道，四年升浙江右布政使，調福建，五年正月考察去職。

## 家族
曾祖程約。祖父程謨。父程思。母洪氏。具庆下。